# オリバー・シンジョン

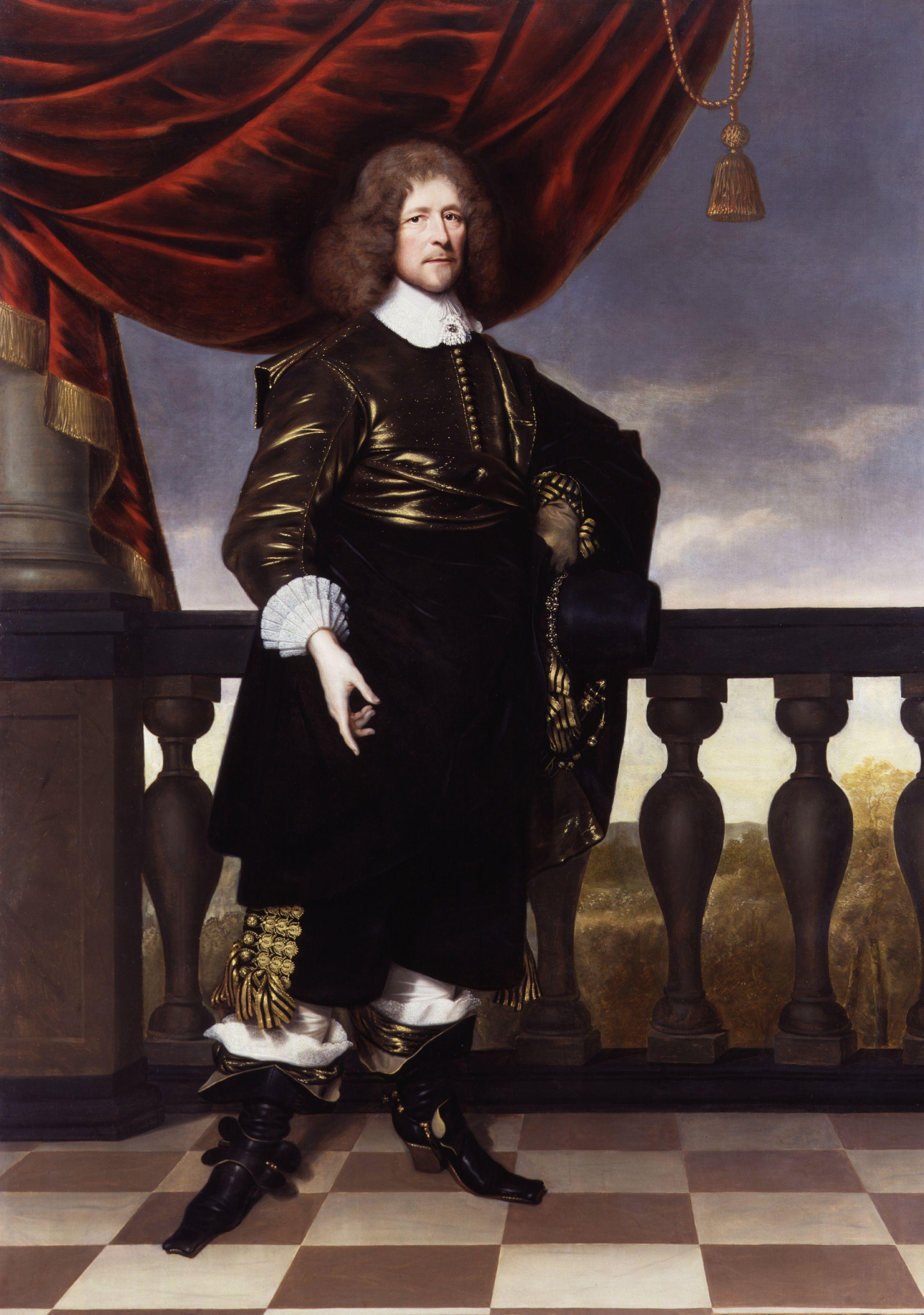
オリバー・シンジョン

サー・オリバー・シンジョン（Sir Oliver St John, 1598年頃 - 1673年12月31日）は、清教徒革命（イングランド内戦）期のイングランドの弁護士・政治家。議会派の指導者の1人として内戦を主導、イングランド共和国が成立してからはオリバー・クロムウェルを盟友として支えた。

## 生涯
同名のオリバー・シンジョンとサラ・バルクリー夫妻の子として誕生。ケンブリッジ大学を卒業、リンカーン法曹院を経て法廷弁護士となる。ピューリタン貴族のウォリック伯ロバート・リッチを通してオリバー・クロムウェルと繋がり、庶民院議員ジョン・ピムとクロムウェルの従兄ジョン・ハムデンとも関わりを持ち、1629年にピムやウォリック伯らと共同でプロヴィデンス島会社を設立、カリブ海における植民地事業とスペインの輸送船攻撃を推進した。会社自体は1640年代に倒産したが、主な出資者と役員は繋がりを保ってグループを形成し政界へ進出していった。また、ハムデンが船舶税支払いを拒否して裁判にかけられるとその弁護を務めた。
1640年4月の短期議会で庶民院議員に選出、11月の長期議会でも選出され、ピム・ハムデンのグループに属しチャールズ1世の親政を批判する彼等を支援した。懐柔を図るチャールズ1世から法務次官に任命されたがピムに忠実で、翌1641年にチャールズ1世の側近ストラフォード伯爵トマス・ウェントワースをピムが私権剥奪で抹殺する計画を支持した。1642年から始まった第一次イングランド内戦では当初目立った働きは無かったが、翌1643年12月にピムが病死すると（先立つ6月にハムデンも戦死）、ヘンリー・ベインと共にピムの後継者と目され庶民院を足掛かりとして議会派を率い、有力軍人となったクロムウェルを支援して王党派と徹底抗戦していった。一方、ピムとベインが締結した厳粛な同盟と契約で同盟したスコットランド国民盟約との調整にも気を配り、王党派の陰謀を摘発しつつ戦争指導のためイングランド・スコットランドから選出された両王国委員会を結成、ベイン・クロムウェルと共に委員になり盟約派と共同で内戦に挑んだ。
クロムウェルからは信頼を置かれ、しばしば前線にいる彼から手紙を送られ相談されている。シンジョンもクロムウェルの期待に応え、1644年9月にクロムウェルから信仰に対する良心の自由を認めることを相談されると、「和解の指示」として法案に取り纏め議会へ提出、庶民院で可決されたが空文化され、盟約派と長老派から危険視された。クロムウェルが長老派から排除される危機に立たされると、ベイン共々庶民院を組織し彼を支持して守り抜いた。この支持が決め手となり、辞退条例が成立してもクロムウェルが例外として軍に留まることになった。1646年に内戦が終わると長老派と独立派の対立が激化、シンジョンはベインら独立派に属しニューモデル軍を支持して長老派と対立、平等派の指導者ジョン・リルバーンからも非難されている。
長老派が排除されたイングランド共和国が樹立されるとクロムウェルとの親交は続き、ブルストロード・ホワイトロックと共に相談を寄せられ、1651年12月に国務会議で将来のイングランドの政治構想を話し合った際、君主制が最善の道と発言しクロムウェルも政治的安定のために君主制に似た体制が有効と賛意を寄せた。1653年4月のランプ議会解散でも直前の会議で解散を主張するクロムウェルに賛成、ベアボーンズ議会を経て彼が護国卿として統治する道を開いた。一方、外交使節として1651年5月にオランダへ行きハーグで交渉したが決裂、航海条例発布と第一次英蘭戦争勃発に発展した。また、共和国体制下で秘書のジョン・サーローがクロムウェルの秘書に移っている。
クロムウェル亡き後王政復古に尽力するジョージ・マンクを支持したが、1660年に王政復古が実現した後の1662年に公職追放され大陸へ亡命した。スイスのバーゼル、ドイツのアウクスブルクなど亡命先を移り変わり、1673年に亡くなった。

## 子女
最初サー・ジョン・アルサムの娘ジョヴァンナ・アルサムと結婚、2男2女を儲けた。1638年にヘンリー・クロムウェルの娘エリザベス・クロムウェル（同名のヘンリー・クロムウェルの孫、オリバー・クロムウェルとジョン・ハムデンの従姉妹）と再婚、2男を儲けたが死別後の1645年にダニエル・オクセンブリッジの娘エリザベス・オクセンブリッジと再々婚した。
最初の結婚で生まれた息子フランシスは政治家になり、娘ジョヴァンナは準男爵ウォルター・シンジョンと結婚、初代シンジョン子爵ヘンリー・シンジョンを儲けた。同名の息子で初代ボリングブルック子爵ヘンリー・シンジョンはオリバーの曾孫に当たる。